# مکسیم شطایر
مکسیم شطایر (اوکراینی: Максим Андрійович Штаєр؛ زادهٔ ۲۸ نوامبر ۱۹۷۸) بازیکن فوتبال اهل اوکراین است.
از باشگاه‌هایی که در آن بازی کرده‌است می‌توان به باشگاه فوتبال اسپارتاک ایوانو-فرانکیفسک و باشگاه فوتبال اوبولون-برووار کیف اشاره کرد.